# Perissopmeros quinguni
Perissopmeros quinguni is een spinnensoort uit de familie Malkaridae. De soort komt voor in New South Wales.